# 성지동
성지동(城址洞)은 대한민국 경상남도 진주시의 옛 행정동이다. 면적은 0.7km2이고, 인구는 행정동이 폐지되기 직전인 2013년 4월을 기준으로 2,835세대 6,672명이다.

## 개요
1910년 토지조사사업 당시 일제가 진주면에 17개정(町)을 두었는데 이때에 남성정, 인사정이라 하였으며, 해방이후 1949년 8월 15일 지방자치법 시행에 따라 진주부가 진주시로 개칭됨에 따라 17개정 12개리가 29개동으로 개편되었는데 남성정, 인사정도 남성동, 인사동으로 바뀌었다. 1954년 10월 20일 진주시의회의 승인을 얻은 동명칭 구역확정 조례에 의하여 29개동을 37개동으로 개정하였으며, 1969년 5월 22일 동명칭 구역 확정 및 동장정수조례에 의거 행정구역이 37개동에서 22개동으로 조정됨에 따라 남성동과 인사동을 합하여 행정동 명칭을 남성동으로 하였다. 1997년 7월 1일 조례개정으로 본성동, 남성동을 통폐합하여 성지동으로 하였으며 3개법정동 (본성동, 남성동, 인사동)을 관할하며 오늘에 이르고 있다.
2013년 5월 1일 봉안동, 신안동와 함께 성북동로 통합되었다.

## 법정동
- 본성동
- 남성동
- 인사동

## 교육
- 진주초등학교

## 관광
- 진주성
- 국립진주박물관